# Danièle Diwouta-Kotto
Danièle Diwouta-Kotto est une designer et architecte camerounaise née en 1960. Elle est membre de l'ordre national des architectes du Cameroun (ONAC, no. 88) et membre fondatrice de l'association Villes et Architectures d'Afrique (V.A.A.).

## Biographie
Danièle Diwouta-Kotto est née au Cameroun en 1960. Elle est diplômée architecte DPLG en mars 1986 en France à l'école d'architecture Paris-Villemin. Elle crée sa société Passerelle Sud en 1986, puis le Cabinet d'architecture Diwouta en 1989.

## Activités

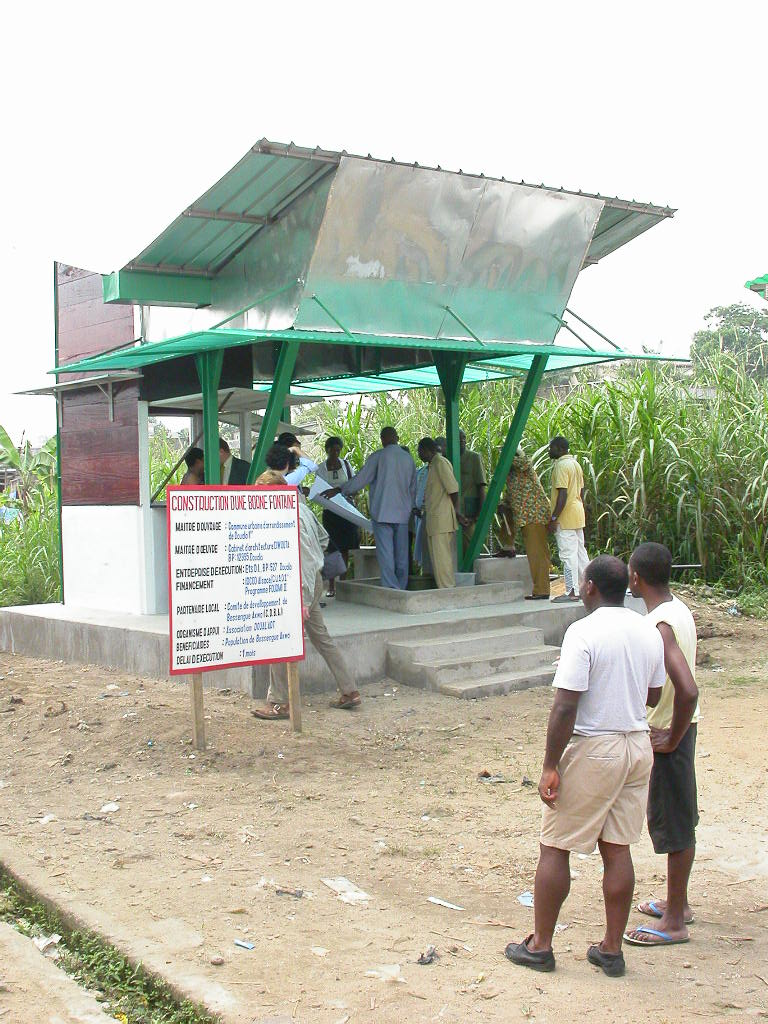
Kiosque à eau, borne-fontaine à Douala en 2003.

Diwouta-Kotto conçoit avec son studio des architectures de bureaux, de bâtiments industriels et résidentiels et de design d'intérieur. L'architecte a réalisé des interventions sur des bâtiments coloniaux, modifiés et adaptés aux besoins contemporains. L'attention pour l'histoire, le patrimoine architectural, l'environnement, les conditions climatiques, les transformations urbaines au Cameroun et dans les villes africaines a conduit à la création en 2010 de la publication Suites architecturales à l'intérieur: Kinshasa, Douala, Dakar conçue comme le premier volume de la série D'architectures et d'Afrique. La préparation de cette publication a commencé en 2003 et c'est le résultat d'un travail d'enquête sur les bâtiments de l'époque coloniale en Afrique et sur les différentes façons dont cette architecture a été transformée et retravaillée.
L'intérêt pour les matériaux et les techniques est fortement présent dans la conception et dans les détails architecturaux que Diwouta-Kotto fait réaliser, en particulier pour les artisans du Cameroun.
En 2003, elle produit sur commission de l'organisation artistique Doual'art le Kiosque à eau dans le quartier de Bessengue de Douala. Ce petit bâtiment est conçu comme une fontaine publique et payante, en même temps qu'un point de vente alimentaire. En particulier, le toit reflète le style de l'édifice éphémère, créé par l'artiste Jesús Palomino, au sein de l'atelier Bessengue City organisé par Goddy Leye et le centre d'art ArtBakery (en).

### Design d'intérieur

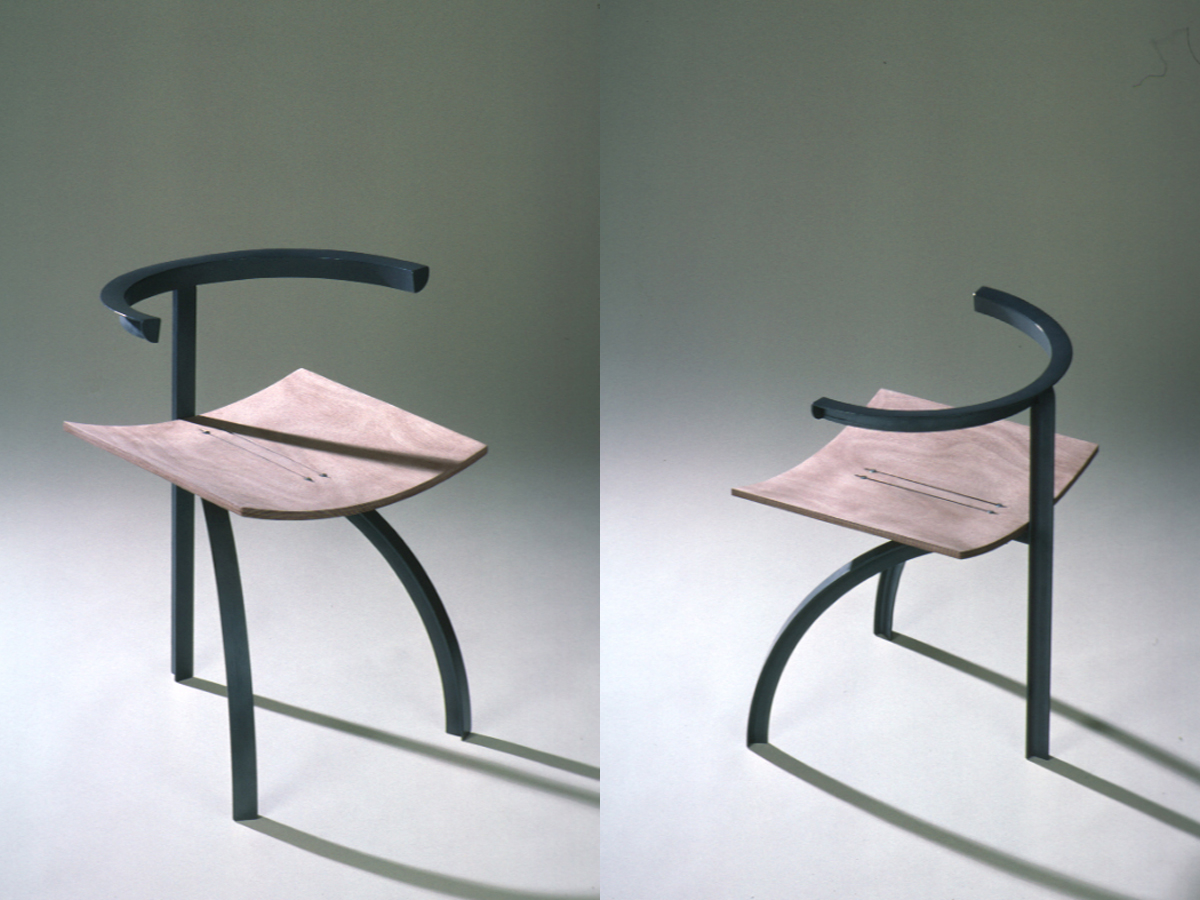
pat'a mambo, 1999-2000 par Sandrine Dole. Mobilier en bois et acier conçu pour le centre culturel français en partenariat avec le cabinet d'architecture Diwouta.

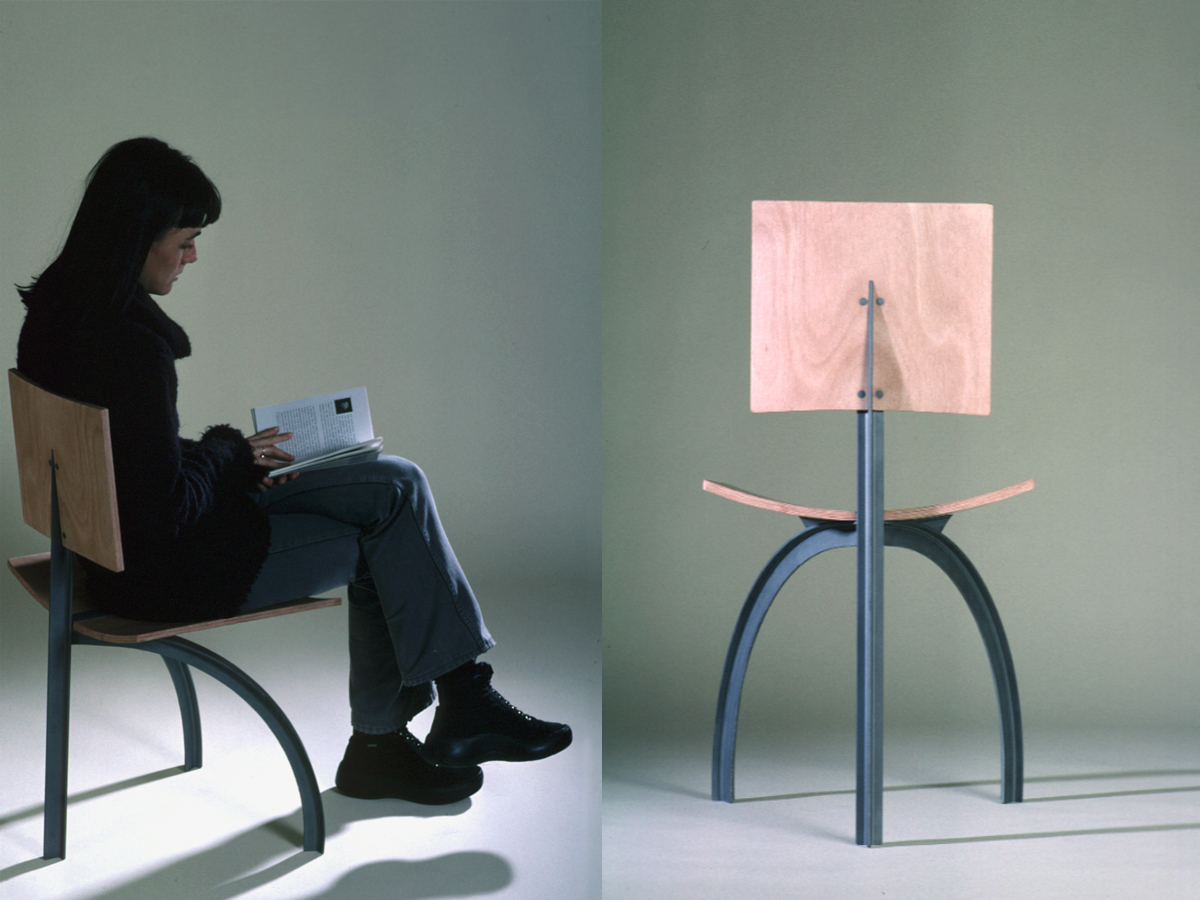
pat'a mambo, 1999-2000.

- Passerelle Sud, 1994. Une collection de meubles en bois, de bronze et de verre, sont conçus pour la décoration d'un hôtel à Paris. La série a été exposée en Afrique, en Europe et aux États-Unis, et au salon Maison & Objet.
- Mobilier planeur franco-centrafricaine, Bangui, 1999. Design d'intérieur et ligne de mobilier entièrement réalisée par des artisans au Cameroun, spécialisée dans le bois et dans le métal. Le projet a été réalisé avec la collaboration de Sandrine Dole. Les pièces ont été assemblées à Bangui. Les chaises ont été exposées à la Biennale de Dakar en 2000 Dak'Art 2000 (it).
- Mobilier Direction, Yaoundé, 2001. Design d'intérieur et de meubles en bois massif wengue et morbi ou en lamelles et métal.
- Club House Gicam à Douala, 2003. Design d'intérieur fait de granit, de bois, de tissus sénégalais en raphia avec les raccords et les revêtements de murs en granit et le bois et l'utilisation traditionnelle et un mobilier contemporain.

### Interventions sur des bâtiments existants
- Galerie Doual'art, Douala, dans le  quartier de Bonanjo, 1999. Danièle Diwouta-Kotto restaure un bâtiment faisant partie de la Pagode de Douala, un lieu historique de la ville, propriété de la famille Manga Bell. Le bâtiment des années 1940, est relié au palais de la Pagode et utilisé comme une salle de cinéma (cinéma Le Paradis). Le bâtiment est situé Place du Gouvernement et il a été transformé en lieu et espace d'exposition pour l'organisation d'activités artistiques et culturelles Doual'art. Réalisation de la salle d'exposition et des bureaux[7].
- Immeuble PMUC (Pari Mutuel Urbain), Yaoundé, centre, ville, 1999-2000. Construction du hall d'entrée pour les clients, les chambres, les bureaux, les espaces techniques et de stationnement.
- Immeuble Ecobank, Douala, quartier d'Akwa, 2000-2001. Réalisation de l'agence, de bureaux et de locaux techniques.
- Siège de la CA-SCB, la Société camerounaise de banque, de Douala, dans le district de Bonanjo, 2001-2002. Le bâtiment, construit Place du Gouvernement de Bonanjo autour de 1910, servait à l'origine comme Hôtel du Parc, et transformé en siège de l'agence centrale de la banque au Cameroun[8]
- Le Phare d'Orange, Douala, quartier d'Akwa, 2002. Le bâtiment des années 1940, situé sur l'avenue Ahmadou-Ahidjo, était à l'origine une station d'essence avec des appartements. Création d'un hall d'accueil clients, l'agence, des laboratoires et de l'entrepôt pour le stockage[9].
- Immeuble Victoria, Douala, dans le district de Bonanjo, 2004-2005. Un bâtiment construit vers 1910 dans la rue Victoria utilisé initialement comme hôtel particulier et restauré pour devenir une étude d'architectes[10].
- Immeubles CASCBAWB, Douala, dans le quartier Bonanjo, 2009-2010. Construction de bureaux, de salles de réunion, une cafétéria, et des locaux techniques.

### Constructions nouvelles
Les bâtiments conçus par Diwouta-Kotto sont des structures géométriques avec des lignes à lire, et souvent caractérisés par l'utilisation de bois et de métal.
- Espace Métiers, Douala, Zone Nylon, 1991-1993. Construction de l'immeuble, avec l'espace d'exposition, des studios et des bureaux.
- Immeuble Atlantis, Douala, quartier Bonapriso, 2003-2005. Construction de l'immeuble avec show-room, bureaux et appartements.
- Agence de la banque CASCBAWB, Douala,  quartier Ndogbong, 2007-2008. Construction de l'édifice avec le hall de l'hôtel pour les clients, DAB, des bureaux, des locaux techniques.
- Siège COTCO/Exxon Mobil, Douala, quartier Bonapriso (2006-2009). Construction du bâtiment avec des bureaux, des salles de réunion, une cafétéria, et des locaux techniques.
- École de la Sabena Flight Academy Afrique, Douala, dans le district de Bonanjo, 2009. Construction du bâtiment avec des salles de cours, des espaces pour la simulation, un café, des bureaux et des locaux techniques.

### Maisons
- Maison d'architecte, 2000. Détails de l'architecture d'une maison d'architecte, de bois, de métal, la brique, le verre, et fait à la main.
- La Maison bleue , Douala, 2004.
- Maisons de ville, 2003. Deux duplex côte à côte avec le jardin.
- Résidence de fonction, Douala, 2008.
- Résidence Mvan, Yaoundé, 2009.

## Notoriété
Danièle Diwouta-Kotto est présentée dans le magazine de la Revue Noire, dans un article du numéro 13 de la revue en 1993; en novembre 2001, elle est l'un des 100 personnalités qui font bouger le Cameroun.
En 1993-1994, le travail de conception de Danièle Diwouta-Kotto est exposé à l'intérieur du Salon MIC à Paris et Los Angeles; en 1995, elle participe au collectif Autour et Autour, promu par Doual'art. En 1996, son travail est présenté dans l'exposition itinérante des Designers Africains d'aujourd'hui, et dans le salon du design de la Biennale de Dakar Dak'Art 1996 (it) ; elle a également exposé à la Biennale Dak'Art 1998 (it) et la Biennale Dak'Art 2000 (it). En avril 2001, elle est à la Biennale de l'architecture et de la conception de La Havane; en novembre 2005, au Centre culturel français de Douala, dans l'exposition de Fil conducteur , et de juillet 2005 à 2007 à l'exposition du congrès de l'UIA, à Istanbul, en Turquie Villes: Brand Bazar d'Architectures.
Danièle Diwouta-Kotto a joué un rôle important dans la réflexion sur le design, l'architecture, le développement urbain en Afrique et dans le rapport de l'art et de la transformation urbaine. L'architecte participe en novembre 1994 aux réunions du Musée de l'Homme Daumesnil à Paris, pour l'exposition Siège Africains du Vitra Design Museum; en avril 2003, elle participé au cycle de conférences Architecture et Développement durable, promu par le Centre culturel français de Douala; en mars 2004, lors de la conférence Femmes Bâtisseuses de l'UNESCO à Paris, en janvier 2005, au colloque Ars&Urbis promu par doual'art comme préparation théorique de l'événement SUD-Salon Urbain de Douala ; en novembre 2008, au séminaire de l'APERAU de l'EAMAU de Lomé au Togo sur Urbanisation en Afrique: permanence et ruptures.
Elle est interviewée sur la radio par radio Africa no.1 en 1997, et plusieurs fois par RFI entre 2001 et 2008. Elle contribue également à des interventions en vidéo en 2009 dans le film publicitaire de la CDC Makossa Banana sur la créativité du Cameroun, dans l'exposition de 2010, Doual'art L'Afrique Visionnaire-GÉO-Graphics, Bruxelles, dans l'émission télévisée On en parle de LTM à Douala sur Le désordre urbain au Cameroun, et le documentaire du Centre culturel français de Douala, La dernière Maison sur la falaise.
Parmi ses publications, figure une contribution sur l'Afrique dans le dictionnaire international des arts appliqués et du design.